# الفساد في اليابان
يظل الفساد في اليابان مصدر قلق كبير للبلاد. شهدت اليابانالعديد من قضايا الفساد طوال تاريخها. تم تصنيف حالات الفساد إلى ثلاثة أنواع: فساد التفاحة الفاسدة، فساد الإجراءات التشغيلية القياسية، والفساد النظامي. تشمل الممارسات الفاسدة الرشوة، التبرعات السياسية، وتلك المتعلقة بالأماغوداري، من بين أمور أخرى. كما كانت هناك حوادث بارزة من سوء السلوك المؤسسي.
على مر السنين، اتخذت الحكومة اليابانية خطوات لمعالجة الفساد من خلال الإصلاحات والقوانين. وقد احتلت اليابان المركز السادس عشر في مؤشر مدركات الفساد لعام 2023 الذي أصدرته منظمة الشفافية الدولية، برصيد 73، وهو التصنيف الذي حافظت عليه منذ عام 2021. يقيم مؤشر تصورات الفساد القطاع العام في 180 دولة على مقياس من 0 ("فاسد للغاية") إلى 100 ("نظيف جدًا"). الدولة التي تحقق أعلى درجة تحتل المركز الأول.

## تاريخ
كانت هناك حالات فساد موثقة خلال فترة استعراش مييجي في أواخر القرن التاسع عشر والقرن العشرين. خلال هذه الفترة، كانت اليابان تشهد تسريعًا في عملية التصنيع. وقد أسفر ذلك عن ظهور التكتلات الاقتصادية اليابانية المعروفة بالزايباتسو، أو العصابات اليابانية. تم تشجيع نمو هذه الشركات من قبل الحكومة بهدف دفع التنمية الاقتصادية. أصبحت العلاقات الوثيقة بين قادة الزاباتسو والمسؤولين الحكوميين هي القاعدة، مما أدى إلى ظهور ثقافة الفساد. وقد أسفر ذلك عن تأثير كبير لاهتمامات الزاباتسو على القرارات السياسية والأطر التنظيمية.
أول فضيحة فساد كبيرة في اليابان كانت قضية نيتو، التي وقعت في عام 1909. حيث قام ممثلو شركة نيتو برشوة السياسيين للتأثير على التشريعات التي تخص صناعة السكر. أسفر ذلك عن إقرار قوانين تشمل فرض ضرائب على منتجات السكر. ثم رغبت الشركة في تأسيس شركة سكر وطنية. وعندما فشلت هذه المحاولة، قررت نيتو تقديم مرشحيها في الانتخابات البرلمانية. بعد أن تم الكشف عن ممارسات الرشوة والفساد الخاصة بها، تم التحقيق مع كبار التنفيذيين في نيتو وأعضاء البرلمان واتهامهم. قاد المدعون التحقيق بدلاً من الشرطة، وهو ما كان سابقة في اليابان.
إحدى أبرز قضايا الفساد في عشرينيات القرن الماضي كانت فضيحة الزايباتسو ميتسوي. كان من المعروف على نطاق واسع أن هذا التكتل قد قدم مساعدات مالية لسياسيين حزبيين وكذلك للمسؤولين الحكوميين مقابل الحصول على معاملة تفضيلية. تشير الحسابات إلى أن ممارسات الرشوة الخاصة بميتسوي استمرت حتى ثلاثينيات القرن الماضي. يتجلى ذلك في قضية أريغا ناغابومي، المدير العام لميتسوي، الذي سجلت مساهماته لصالح ممثلي جمعية أزهار الكرز، واستمر في دفع الرشاوى للسياسيين مثل كيتا إكي. وكان خليفته، إيكيدا سيهين، سيستمر في هذه الممارسة، حيث قام برشوة ليس فقط الشخصيات السياسية ولكن أيضًا ضباط الجيش.
إحدى أكبر فضائح الفساد في اليابان الحديثة كانت تتعلق بشركة لوكهيد مارتن في عام 1976. في وقت سابق، وفي خطوة لتأمين عقود طائراتخارجية، خصصت الشركة الأمريكية 25 مليون دولار لرشوة المسؤولين. خلال تحقيق في مجلس الشيوخ الأمريكي، تم الكشف عن أن عدة مسؤولين يابانيين قد تلقوا رشاوى، وكان من بينهم كوداما يوشيو. وتم الإبلاغ عن أنه تم منحه 7 ملايين دولار لكسب تأييده وتأمين صفقات تفضيلية، بما في ذلك شراء شركة الطيران "الخطوط الجوية اليابانية" لطائرات لوكهيد تراي-ستار.

### أماكوداري
أماكوداري هو نظام رعاية ياباني نشأ خلال الحرب العالمية الثانية عندما بدأت الحكومة في تنظيم الاقتصاد لدعم جهودها الحربية. بدأت الشركات في توظيف البيروقراطيين لتوقع السياسات الحكومية المستقبلية وللضغط من أجل مصالحها التجارية. يتضمن هذا النظام انتقال كبار البيروقراطيين السابقين إلى مناصب بارزة في كل من القطاعين العام والخاص. في بعض الحالات، قد تعد الشركات المسؤولين العموميين بتوفير المناصب لهم مقابل الحصول على امتيازات. وقد ارتبط هذا النظام بالفساد لأن هؤلاء الأفراد – من خلال مواقعهم الحكومية، وتأثيرهم، وشبكاتهم – يمكنهم تسهيل التلاعب بالعروض، وتجنب التفتيش، والتحايل على التوقعات التقليدية للشفافية والعدالة.
مازال نظام أماكوداري قائماً حتى اليوم. على سبيل المثال، أشار تقرير لصحيفة "اليابان تايمز" في عام 2011 إلى أن 68 من كبار المسؤولين الحكوميين السابقين قد حصلوا على وظائف مرموقة في 12 مزودًا للكهرباء في البلاد من خلال أماكوداري خلال الخمسين سنة الماضية.
وفيما يلي بعض الأمثلة على قضايا الفساد المتعلقة بالأماكوداري:
- فضيحة ريكروت (1988/1989): في عام 1988، تم الكشف عن أن شركة "ريكروت" اليابانية التابعة للزاياباتسو قد قامت برشوة المسؤولين الحكوميين بأسهم من شركة ريكروت. بالإضافة إلى ذلك، حصلت على معاملة تفضيلية من المسؤولين الحكوميين مقابل وعود بتأمين وظائف لهم داخل الشركة بعد التقاعد. بحلول خريف 1988، تم تورط عدد من السياسيين البارزين في الفضيحة، بما في ذلك عدد من الوزراء الحكوميين مثل وزير العدل، تاكاشي هاسيغاوا، ووزير المالية، كييتشي ميازاوا، ومدير وكالة التخطيط الاقتصادي، كين هارادا، إلى جانب آخرين من المسؤولين وأعضاء من حكومة رئيس الوزراء السابق.

- شركة نومورا للأوراق المالية (التسعينيات): تم اكتشاف روابط "أمكوداري" لمسؤولين في وزارة المالية خلال التسعينيات. تم تتبع هذه الروابط إلى المؤسسات المالية، وكان أبرزها شركة نومورا للأوراق المالية، واحدة من أكبر شركات الوساطة في اليابان. ظهرت شكوك حول الفساد عندما ساعد هؤلاء المسؤولون في تسهيل المعاملة التفضيلية والتساهل التنظيمي لصالح الشركات المالية.

- شركة الطرق السريعة اليابانية العامة (سنوات الـ2000): كانت شركة الطرق السريعة اليابانية العامة (JHPC)، وهي شركة عامة تأسست لبناء وإدارة شبكات الطرق السريعة في اليابان، متورطة في فضيحة فساد مرتبطة بنظام "أمكوداري". تم الكشف عن أن الشركة منحت عقودًا مشبوهة لثلاثة وعشرين من مقاولين الجسور المتواطئين. كانت هذه الفضيحة تعتبر أكبر فضيحة فساد في ذلك الوقت في البلاد.

### حالات معاصرة
الفساد في اليابان لا يقتصر فقط على الحالات التي تشمل المسؤولين الحكوميين. كانت هناك أيضًا حالات من سوء السلوك المؤسسي مثل فضيحة المحاسبة لشركة أولمبوس في عام 2011، والتي ارتُكبت لإخفاء خسائر تصل إلى 1.7 مليار دولار. تم الكشف عن المخالفات من قبل الرئيس التنفيذي للشركة مايكل وودفورد. اعترفت الشركة أيضًا بأنها أخفت الخسائر لأكثر من عقدين من الزمن.
في عام 2023، استقال أربعة وزراء من حكومة رئيس الوزراء فوميو كيشيدا بعد اندلاع فضيحة تتعلق بحزب الليبراليين الديمقراطيين (LDP). تم اتهام العديد من السياسيين في الحزب، وخاصة أولئك الذين ينتمون إلى ما يسمى بـ "جناح آبي" (الذي سُمي على اسم رئيس الوزراء السابق شينزو آبي)، بتلقي أموال زائدة في حملات جمع التبرعات وتحويلها إلى صناديق سرية. قام المحققون بمداهمة مكاتب الجناح المذكور وجناح آخر هو مجموعة نيكا. كما فتحت السلطات تحقيقًا في أربع فصائل أخرى داخل الحزب، بما في ذلك فصيل رئيس الوزراء الحالي.

## التدابير والإصلاحات لمكافحة الفساد
استجابة لتحديات الفساد، قامت اليابان بتطبيق تدابير لمكافحة الفساد تشمل الإصلاحات القانونية، والمسؤولية المؤسسية، والمبادرات التعاونية. النظام الحالي يعتمد على نهج يركز على الوقاية والشفافية.
قبل الحرب العالمية الثانية، كانت تدابير مكافحة الفساد يقودها المدعون العامون الذين كانوا يتمتعون بدعم عام قوي. ولضمان استقلاليتهم، تم نقل سلطة تعيين النائب العام من الحكومة إلى الإمبراطور. وفي عام 1947، تم إنشاء قسم خاص للتحقيق في قضايا التلاعب المالي ضمن مكتب الادعاء في منطقة طوكيو. وأصبح هذا القسم لاحقًا قسم التحقيقات الخاصة، الذي تولى مسؤولية القضايا الاقتصادية، والتهرب الضريبي، وقضايا الفساد.
الإطار القانوني الحديث الذي يعالج الفساد في اليابان يتكون من قانون منع المنافسة غير العادلة (UCPA) والقانون الجنائي الياباني. ينص الأول على حظر الفساد والرشوة، في حين يوفر الثاني العقوبات المتعلقة بالانتهاكات التي يرتكبها المسؤولون العموميون. كما أن اليابان أنشأت آليات للشفافية وحماية المبلغين عن المخالفات.
يمكن إظهار التركيز على الوقاية والشفافية في نهج اليابان لمكافحة الفساد من خلال وكالة المساعدة الرسمية للتنمية (ODA). حيث أن لديها مكتب استشاري لمكافحة الفساد، الذي يتعامل مع حالات الاحتيال والفساد المتعلقة بمبادرات ODA اليابانية. ويتعرض المنتهكون لتدابير ODA للطرد من مشاريعها.
كما قامت اليابان بتعديل وتعزيز قوانينها لمكافحة التلاعب بالعطاءات بعد الفضائح التي شهدتها العقد الأول من القرن الحادي والعشرين. وأظهرت التقارير أنه بحلول عام 2009، كانت هذه الإصلاحات فعالة وأدت إلى انخفاض كبير في العطاءات غير التنافسية.